# Delphinium fissum
Delphinium fissum es una especie de la familia de las ranunculáceas.

## Hábitat
La subespecie "sordidum" de esta Delphinium fissum (ranunculácea), una de las llamadas "espuelas de caballero", es un endemismo ibérico en peligro de extinción, que se distribuye en escasos puntos del cuadrante sudoccidental de la Península. Castilla-La Mancha ha puesto en marcha un plan de recuperación para la única población conocida de esta planta en la comunidad autónoma. Esta espuela de caballero presenta a principios del verano flores moradas con largo espolón y densamente pubescentes, y es de hábitat mediterráneo arbolado aunque puede refugiarse en herbazales.

## Taxonomía
Delphinium fissum fue descrita por Waldst. & Kit.  y publicado en Descriptiones et Icones Plantarum Rariorum Hungariae 1: t. 83, en el año  1801-1802
Citología
Número de cromosomas de Delphinium fissum (Fam. Ranunculaceae) y táxones infraespecíficos: 
Delphinium fissum subsp. sordidum (Cuatrec.) Amich, E. Rico: 2n=16
Etimología
Ver: Delphinium
fissum: epíteto latino  que significa "hendidura, hendida".
Variedades
- Delphinium fissum subsp. velutinum   (Bertol.) Villan
- Delphinium fissum var. leiocarpum Rouy & Foucaud
- Delphinium fissum subsp. velutinum P.Fourn.
- Delphinium fissum subsp. narbonense (Huth) Regel
- Delphinium fissum subsp. dinaricum (Beck & Szyszyl.) Regel

Sinonimia
- Delphinium velutinum Bertol.
- Delphinium narbonense Huth
- Delphinium leiocarpum Huth
- Delphinium hybridum Willd.
- Delphinium dinaricum (Beck & Szyszyl.) Fritsch[5]
- Delphinium bethuricum Rivas Goday
- Delphinium fissum subsp. fontqueri Ascaso & Pedrol
- Delphinium fissum subsp. sordidum (Cuatrec.) Amich, E.Rico & J.Sánchez
- Delphinium fissum Waldst. Kit.
- Delphinium pentagynum var. bethuricum Rivas Goday
- Delphinium sordidum Cuatrec.[6]
- Delphinastrum fissum (Waldst. & Kit.) Spach
- Delphinium pallasii Nevski[7]